# GIFA
Die GIFA (Gießerei-Fachmesse) ist eine seit 1956 stattfindende internationale Messe für Gießereitechnik in Düsseldorf. Sie findet alle vier Jahre statt.
Sie ist die weltweit bedeutendste Fachmesse für den Gießereisektor. Ausgestellt werden neben Gießereianlagen und anderen Maschinen und Geräten zur Gießereiausstattung auch Messgeräte, Steuerungstechnik, Feuerfest-Material, Gießereichemie, Maschinen und Hilfsmittel zur Form- und Kernherstellung und zum Modell- und Formenbau, Anschnitt- und Speisertechnik und Rohgussnachbehandlung bis hin zur Förder- und Lagertechnik.
Früher fand die GIFA häufig zusammen mit der METAV (Messe für Metallverarbeitung) statt. In den letzten Jahren finden parallel zur GIFA die Metallurgie-Fachmesse METEC, die Messe für Thermoprozesstechnik THERMPROCESS und die Fachmesse für Gussprodukte NEWCAST statt.
2015 hatte die GIFA 2214 Aussteller und 78000 Besucher.